# وویکوویتسه (ناحیه میلنیک)
وویکوویتسه (به چکی: Vojkovice) یک منطقهٔ مسکونی در جمهوری چک است که در ناحیه میلنیک واقع شده‌است. وویکوویتسه ۱۱٫۱۶ کیلومتر مربع مساحت و ۸۱۹ نفر جمعیت دارد و ۱۶۳ متر بالاتر از سطح دریا واقع شده‌است.